# Aimé Canipel
Aimé Remi Canipel (Wetteren, 27 juni 1929) is een voormalig Belgisch syndicalist en politicus voor de BSP en diens opvolger SP.

## Levensloop
Canipel was beroepshalve technicus. In 1959 werd hij vakbondssecretaris van de Centrale der Metaalindustrie van België (CMB) en in 1965 werd hij provinciaal secretaris van de CMB in Oost- en West-Vlaanderen. Hij werd politiek actief voor de BSP en was voor deze partij van 1970 tot 1976 gemeenteraadslid van Drongen. Na de fusie met Gent was hij daar van 1977 tot 1985 eveneens gemeenteraadslid. Tevens was hij van 1971 tot 1977 provincieraadslid van Oost-Vlaanderen. 
Canipel zetelde eveneens tweemaal in de Senaat, van 1977 tot 1981 als rechtstreeks gekozen senator voor het kiesarrondissement Gent-Eeklo en van 1982 tot 1985 als gecoöpteerd senator. In de periode mei 1977-oktober 1980 zetelde hij als gevolg van het toen bestaande dubbelmandaat ook in de Cultuurraad voor de Nederlandse Cultuurgemeenschap. Vanaf 21 oktober 1980 tot november 1981 was hij tevens korte tijd lid van de Vlaamse Raad. Na een financieel schandaal binnen de CMB-afdeling van Gent werd hij begin 1985 verplicht om ontslag te nemen als provinciaal secretaris en dit betekende ook het einde van zijn politieke loopbaan.